# Billboardlistans förstaplaceringar 2015

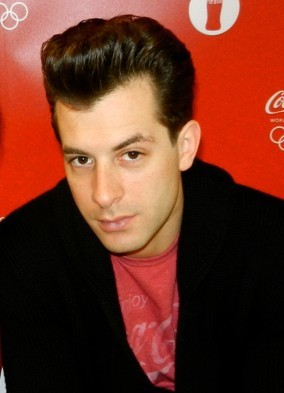
Mark Ronson

Billboardlistans förstaplaceringar 2015 innebar att sex olika artister fick sin första singeletta i USA på Billboards lista Billboard Hot 100, som huvudartist eller "featuring": Mark Ronson, Charlie Puth, Kendrick Lamar, Omi, The Weeknd och Justin Bieber.
The Weeknd fick sina första två ettor detta år, "Can’t Feel My Face" och "The Hills". "Can’t Feel My Face" var först etta i tre icke i följda veckor. På den tredje veckan blev "The Hills" etta, vilket gjorde The Weeknd till den elfte personen att byta ut sin egen låt som etta. Han blev även den andra artisten detta år att ha två ettor, den första var Taylor Swift.
Mark Ronson fick sin första etta det här året med "Uptown Funk". Den stannade där i 14 veckor, vilket innebar den längst liggande låten som etta under 2010-talet tills den blev passerad av "Despacito" av Luis Fonsi, Daddy Yankee och Justin Bieber, som låg där 16 veckor 2017.
Wiz Khalifa fick sin andra etta det här året med "See You Again". Den låg totalt där i 12 veckor, vilket gör det till den raplåten som legat längst som etta tillsammans med "Lose Yourself" av Eminem och "Boom Boom Pow" av The Black Eyed Peas.
Både Justin Biebers "What Do You Mean?" och Adeles "Hello" debuterade som etta, vilket gjorde de till de tjugotredje och tjugofjärde låtarna att göra det.

## Listhistorik
| Datum        | Låt                  | Artist(er)                            | Referens |
| ------------ | -------------------- | ------------------------------------- | -------- |
| 3 januari    | "Blank Space"        | Taylor Swift                          | [ 1 ]    |
| 10 januari   | "Blank Space"        | Taylor Swift                          | [ 2 ]    |
| 17 januari   | "Uptown Funk"        | Mark Ronson featuring Bruno Mars      | [ 3 ]    |
| 24 januari   | "Uptown Funk"        | Mark Ronson featuring Bruno Mars      | [ 4 ]    |
| 31 januari   | "Uptown Funk"        | Mark Ronson featuring Bruno Mars      | [ 5 ]    |
| 7 februari   | "Uptown Funk"        | Mark Ronson featuring Bruno Mars      | [ 6 ]    |
| 14 februari  | "Uptown Funk"        | Mark Ronson featuring Bruno Mars      | [ 7 ]    |
| 21 februari  | "Uptown Funk"        | Mark Ronson featuring Bruno Mars      | [ 8 ]    |
| 28 februari  | "Uptown Funk"        | Mark Ronson featuring Bruno Mars      | [ 9 ]    |
| 7 mars       | "Uptown Funk"        | Mark Ronson featuring Bruno Mars      | [ 10 ]   |
| 14 mars      | "Uptown Funk"        | Mark Ronson featuring Bruno Mars      | [ 11 ]   |
| 21 mars      | "Uptown Funk"        | Mark Ronson featuring Bruno Mars      | [ 12 ]   |
| 28 mars      | "Uptown Funk"        | Mark Ronson featuring Bruno Mars      | [ 13 ]   |
| 4 april      | "Uptown Funk"        | Mark Ronson featuring Bruno Mars      | [ 14 ]   |
| 11 april     | "Uptown Funk"        | Mark Ronson featuring Bruno Mars      | [ 15 ]   |
| 18 april     | "Uptown Funk"        | Mark Ronson featuring Bruno Mars      | [ 16 ]   |
| 25 april     | "See You Again"      | Wiz Khalifa featuring Charlie Puth    | [ 17 ]   |
| 2 maj        | "See You Again"      | Wiz Khalifa featuring Charlie Puth    | [ 18 ]   |
| 9 maj        | "See You Again"      | Wiz Khalifa featuring Charlie Puth    | [ 19 ]   |
| 16 maj       | "See You Again"      | Wiz Khalifa featuring Charlie Puth    | [ 20 ]   |
| 23 maj       | "See You Again"      | Wiz Khalifa featuring Charlie Puth    | [ 21 ]   |
| 30 maj       | "See You Again"      | Wiz Khalifa featuring Charlie Puth    | [ 22 ]   |
| 6 juni       | "Bad Blood"          | Taylor Swift featuring Kendrick Lamar | [ 23 ]   |
| 13 juni      | "See You Again"      | Wiz Khalifa featuring Charlie Puth    | [ 24 ]   |
| 20 juni      | "See You Again"      | Wiz Khalifa featuring Charlie Puth    | [ 25 ]   |
| 27 juni      | "See You Again"      | Wiz Khalifa featuring Charlie Puth    | [ 26 ]   |
| 4 juli       | "See You Again"      | Wiz Khalifa featuring Charlie Puth    | [ 27 ]   |
| 11 juli      | "See You Again"      | Wiz Khalifa featuring Charlie Puth    | [ 28 ]   |
| 18 juli      | "See You Again"      | Wiz Khalifa featuring Charlie Puth    | [ 29 ]   |
| 25 juli      | "Cheerleader"        | Omi                                   | [ 30 ]   |
| 1 augusti    | "Cheerleader"        | Omi                                   | [ 31 ]   |
| 8 augusti    | "Cheerleader"        | Omi                                   | [ 32 ]   |
| 15 augusti   | "Cheerleader"        | Omi                                   | [ 33 ]   |
| 22 augusti   | "Can't Feel My Face" | The Weeknd                            | [ 34 ]   |
| 29 augusti   | "Cheerleader"        | Omi                                   | [ 35 ]   |
| 5 september  | "Cheerleader"        | Omi                                   | [ 36 ]   |
| 12 september | "Can't Feel My Face" | The Weeknd                            | [ 37 ]   |
| 19 september | "What Do You Mean?"  | Justin Bieber                         | [ 38 ]   |
| 26 september | "Can't Feel My Face" | The Weeknd                            | [ 39 ]   |
| 3 oktober    | "The Hills"          | The Weeknd                            | [ 40 ]   |
| 10 oktober   | "The Hills"          | The Weeknd                            | [ 41 ]   |
| 17 oktober   | "The Hills"          | The Weeknd                            | [ 42 ]   |
| 24 oktober   | "The Hills"          | The Weeknd                            | [ 43 ]   |
| 31 oktober   | "The Hills"          | The Weeknd                            | [ 44 ]   |
| 7 november   | "The Hills"          | The Weeknd                            | [ 45 ]   |
| 14 november  | "Hello"              | Adele                                 | [ 46 ]   |
| 21 november  | "Hello"              | Adele                                 | [ 47 ]   |
| 28 november  | "Hello"              | Adele                                 | [ 48 ]   |
| 5 december   | "Hello"              | Adele                                 | [ 49 ]   |
| 12 december  | "Hello"              | Adele                                 | [ 50 ]   |
| 19 december  | "Hello"              | Adele                                 | [ 51 ]   |
| 26 december  | "Hello"              | Adele                                 | [ 52 ]   |